# 建築信息模型
建築資訊模型（Building Information Modeling，簡稱BIM）是建築學、工程學及土木工程的新工具，被定義成由完全和充足信息構成以支持新產品開發管理，並可由電腦應用程序直接解釋的建築或建築工程資訊模型。 簡言之，即數位技術支撐的對建築環境的生命週期管理。 當初這個概念是由Jerry Laiserin把Autodesk、 賓特利系統、Graphisoft所提供的技術向公眾推廣。它是建築過程的數位展示方式來協助數位資訊交流及合作。
依據創造此一概念的Autodesk所賦予的定義，建築資訊模型是指建築物在設計和建造過程中，創建和使用的「可計算數位資訊」。而這些數位資訊能夠被程式系統自動管理，使得經過這些數位資訊所計算出來的各種文件，自動地具有彼此吻合、一致的特性。
如果用簡單的解釋，可以將建築資訊模型視為參數化的建築3D幾何模型，此外這個模型中，所有建築構件所包含的資訊，除了幾何外，同時具有建築或工程的數據。這些數據提供程式系統充分的計算依據，使這些程式能根據構件的數據，自動計算出查詢者所需要的準確資訊。此處所指的資訊可能具有很多種表達型式，諸如建築的平面圖、立面、剖面、詳圖、三維立體視圖、透視圖、材料表或是計算每個房間自然採光的照明效果、所需要的空調通風量、冬、夏季需要的空調電力消耗等等。

## 定義

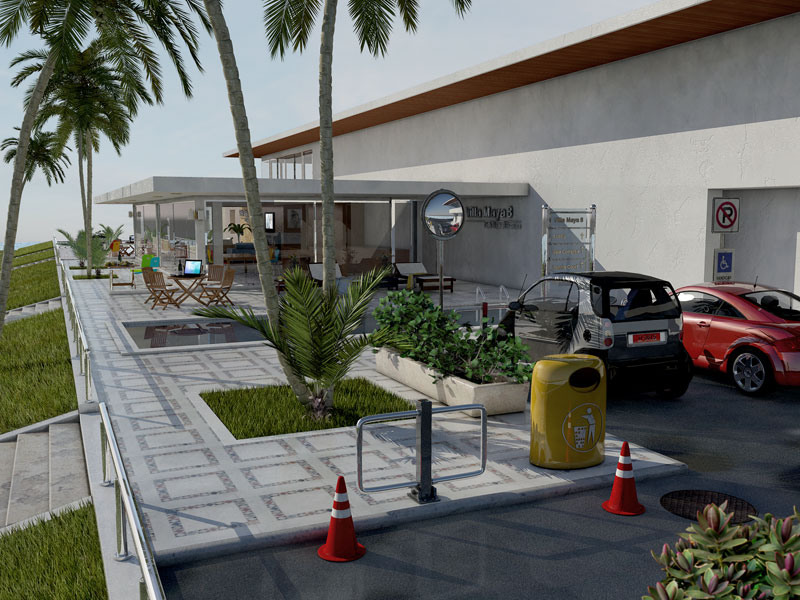
建築信息模型的別墅設計範例

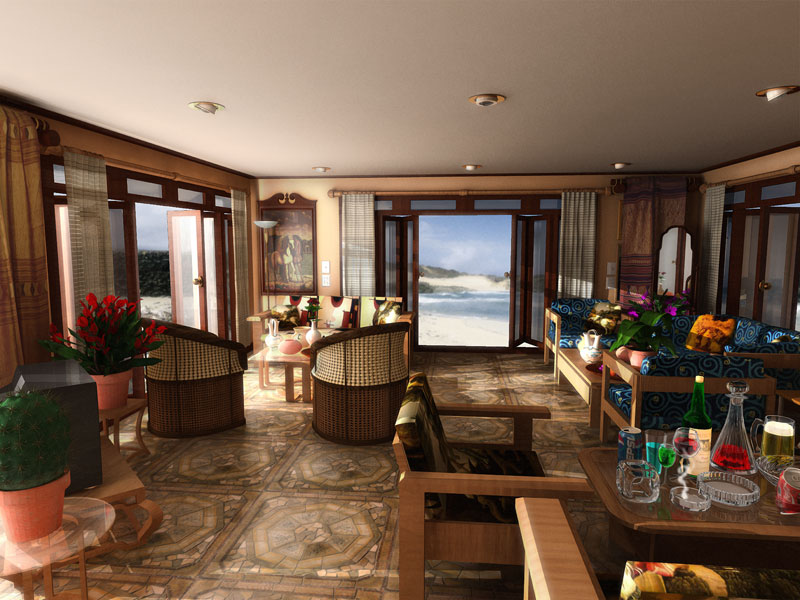
全物件化3D虛擬設計的室內

建築資訊模型涵蓋了幾何學、空間關係、地理資訊系統、各種建築元件的性質及數量（例如供應商的詳細資訊）。建築資訊模型可以用來展示整個建築的产品生命周期，包括了興建過程及營運過程。提取建築內材料的資訊十分方便。建築內各個部分、各個系統都可以呈現出來。
建築資訊模型用數位化的建築元件表示真實世界中用來建造建築物的構件。對於傳統電腦輔助設計用向量圖形構圖來表示物體的設計方法來說是個基本的改變，因為它能夠結合眾多圖則來展示物件。
施工文件對準確資訊的需求來自多方面，包括圖紙、採購細節、環境狀況、文件提交程序和其它與建築物品質規格相關的文件。支持建築資訊模型的人士期望這樣的技術，可以為設計、承造、建築物業主/經營者建立溝通的橋樑，提供處理工程專案所需要的即時相關資訊。而提供準確資訊的方法是經由工程的各個參與方在各自執行工作的責任期間，就其擁有的資訊，對這個建築資訊模型進行增添和參考。例如，當大廈管理員發現一些滲漏事件，首先可能不是探索整棟大廈，而是轉向在建築資訊模型尋找位於嫌疑地點的閥門。他並且能夠依據適當的電腦計算能力，獲得閥門的規格、製造商、零件號碼和其它在過去曾被研究過的資訊，針對可能的原因進行維護。
- 国际标准化协会（ISO）：根据ISO 19650 Standard，BIM 定义为“资产物理和功能特征的数字化表示，可用于整个资产生命周期的决策。该标准强调了 BIM 协作方法的重要性，包括清晰的沟通、角色和职责以及信息交换协议。它还强调了数据质量和安全性的必要性，以及使用通用数据环境 (CDE) 来管理和共享 BIM 数据。”[5]

- Autodesk：作为率先提出建筑信息模型概念的实体，Autodesk将其定义为“建筑信息模型 (BIM) 是创建和管理建筑资产信息的整体流程。BIM 基于由远程平台支持的智能模型，将结构化、多领域数据整合在一起，以在其整个生命周期（从规划和设计到施工和运营）内生成资产的数字表示。”[6]

- 美国：美國建築師學會定義建築資訊模型為一種「結合工程專案資訊資料庫的模型技術」。它反映了該項技術依靠資料庫技術為基礎。在將來，結構化的文件如規格能夠被輕易搜尋出來並且符合地區、國家及國際標準。
- 中国：作为中国第一部建筑信息模型应用的工程建设标准《建筑信息模型应用统一标准》GB/T51212-2016，建筑信息模型为“在建设工程及设施全生命期内，对其物理和功能特性进行数字化表达，并依此设计、施工、运营的过程和结果的总称。”

## 軟體
建築資訊模型第一個軟體工具的開發，在1970年代末和1980年代初始才出現，其中包括的一些工作站產品，如查克伊士曼的建築表現系統和GLIDE，RUCAPS，Sonata和Reflex等等。早期的軟體，及運行所需的硬體非常昂貴，限制了相關技術的廣泛採用。 1984年發布的ArchiCAD的Radar CH，是提供個人電腦上運行的第一個建築資訊模型軟體。
在執行建築專案時，使用建築資訊模型集合所有相關資訊的複雜性，許多公司開發出建築資訊模型運用規範及框架。這些軟體套件（如：Autodesk Revit，Autodesk 3ds Max， Bentley OpenBuildings Designer，ArchiCAD, MagiCAD, Tekla Structures，Synchro 4D Pro，VectorWorks，Trimble SketchUp，McNeel Rhinoceros 3D，Dassault Systemes S.A. CATIA）不同以往如AutoCAD等的建築繪圖工具，能夠包含更多的信息到在建築模型中。（如: 時間，成本，製造商細節資訊，可持續性和維護信息等等）

## 目前應用效益
由於查詢建築資訊模型能提供各類適切的資訊，協助決策者做出準確的判斷，同時相比於傳統繪圖方式，在設計初期能大量地減少設計團隊成員所產生的各類錯誤，以至於後續承造廠商所犯的錯誤。電腦系統能用衝突檢測的功能，用圖形表達的方式知會查詢的人員關於各類的構件在空間中彼此衝突或干涉情形的詳細資訊。由於電腦和軟體具有更强大的建築資訊處理能力，相比目前的設計和施工建造的流程，這樣的方法在一些已知的應用中，已經給工程專案帶來正面的影響和助益。
對工程的各個參與方來說，減少錯誤對降低成本都有很重要的影響。而因此減少建造所需要的時間，同時也有助於降低工程的成本。應用歐特克建築資訊模型著名成功案例有德國慕尼克的寶馬世界（BMW Welt）、梅賽德斯－賓士博物館（Mercedes-Benz Museum），以及位於斯圖加特的保時捷博物館等許多世界知名案例，均為使用該項技術來完成整個設計專案。
BIM軟件在一種近年來流行的建築項目交付模式－集成項目交付（IPD）中得到廣泛應用。BIM把項目交付的所有環節即建築設計、土木工程設計、結構設計、機械設計、建造、價格預估、日程安排及工程生命週期評估等加以聯合和互相合作。

## 未來期望
建築資訊模型目前正被愈來愈多的業界人士，應用在各式各樣的建築上。從簡單的倉庫到形式最為複雜的新建築。這種設計方法正在發展中。
建築資訊模型提供虛擬建築模型，供設計團隊(如建築師、測量師、土木工程師、結構工程師、機電工程師、工程監督-"Clerk of Works"香港工程監督學會 （页面存档备份，存于）)傳遞到承建的營造方到業主，可以在各個階段添加各自專業的資訊、更新、追蹤變更和維護此共同、單一的模型。結果是期望能很大程度地減少當工程在參與方之間提供與接收資訊時，所發生的資訊遺漏與溝通落差。而其提交的資訊內容遠超過現行工程實務上的量。